# Assur-dan III
Assur-dan III was koning van Assyrië van 773 tot 755 v.Chr.
Hij was de zoon van Adad-nirari III en volgde zijn broer Salmanasser IV op. Zijn regering was een moeizame tijd voor het Assyrische rijk. Er waren een aantal hovelingen die grote macht hadden, de turtanu (opperbevelhebber) Shamshi-ilu.  Aanvankelijk hield hij een aantal veldtochten in het grensgebied met het Babylonië van Eriba-marduk. Tweemaal trok hij op tegen Gannanate aan de Diyala. Het zou daarna echter tot na 745 duren voor er weer een veldtocht tegen de buren gehouden kon worden. Volgens de eponiemencanon werd het land in 765 v.Chr. door een epidemie getroffen en het volgende jaar kon de koning zijn jaarlijkse veldtocht niet houden. In 763 brak er een opstand uit die tot 759 duurde en vervolgens was er opnieuw een epidemie. Hij werd opgevolgd door opnieuw een broer, Assur-nirari V.
De datering van zijn regeringstijd (en van zijn onmiddellijke voorgangers) berust op één enkele verwijzing naar een zonsverduistering in de Assyrische kronieken, die van Bur Sagale.

## Eponiemen
| jaar | eponiem            | functie                    | gebeurtenis                                                  |
| ---- | ------------------ | -------------------------- | ------------------------------------------------------------ |
| 771  | Aššur-dan (III)    | koning van Assyrië         | [veldtocht] naar Gananati                                    |
| 770  | Šamšu-ilu          | bevelhebber                | [veldtocht] naar Marad                                       |
| 769  | Bel-ilaya          | [gouverneur] van Arrapha   | [veldtocht] naar Itu'a                                       |
| 768  | Aplaya             | [gouverneur] van Zamua     | in het land [gebleven]                                       |
| 767  | Qurdi-Aššur        | [gouverneur] van Ahizuhina | [veldtocht] naar Gananati                                    |
| 766  | Mušallim-Ninurta   | [gouverneur] van Tille     | [veldtocht] naar Medië                                       |
| 765  | Ninurta-mukin-miši | [gouverneur] van Habruri   | [veldtocht] naar Hatarikka; pestilentie                      |
| 764  | Sidqi-ilu          | [gouverneur] van Tušhan    | in het land [gebleven]                                       |
| 763  | Bur-Saggile        | [gouverneur] van Guzana    | opstand in de citadel; in Siwan had de zon een verduistering |
| 762  | Tab-belu           | [gouverneur] van Amedi     | opstand in de citadel                                        |
| 761  | Nabu-mukin-ahi     | [gouverneur] van Nineve    | opstand in Arrapha                                           |